# Saint-Jean-d’Arves
Saint-Jean-d’Arves ist eine französische Gemeinde mit 271 Einwohnern (Stand: 1. Januar 2022) im Département Savoie in der Region Auvergne-Rhône-Alpes. Die Gemeinde gehört zum Arrondissement Saint-Jean-de-Maurienne und zum Kanton Saint-Jean-de-Maurienne. Die Einwohner werden Saint-Glenains genannt.

## Geografie
Saint-Jean-d’Arves liegt etwa 41 Kilometer östlich von Grenoble am Ufer des Flusses Arvan. In der Gemeinde liegen das gleichnamige Skigebiet (das Teil des Les Sybelles ist) und die Berge Montzard (2.107 Meter) und Mont Falcon (2.625 Meter). Umgeben wird Saint-Jean-d’Arves von den Nachbargemeinden Villarembert im Norden, Fontcouverte-la-Toussuire im Norden und Nordosten, Albiez-Montrond im Osten und Nordosten, Valloire im Osten und Südosten, La Grave im Süden, Besse im Südwesten sowie Saint-Sorlin-d’Arves im Westen.

## Bevölkerungsentwicklung
| Jahr                       | 1962 | 1968 | 1975 | 1982 | 1990 | 1999 | 2006 | 2012 | 2021 |
| Einwohner                  | 342  | 278  | 239  | 185  | 203  | 217  | 224  | 283  | 270  |
| Quellen: Cassini und INSEE |      |      |      |      |      |      |      |      |      |

## Sehenswürdigkeiten
- Schloss Saint-Jean-d’Arves